# Faro del Cabo de las Huertas
El faro del cabo de la Huerta es un faro de España situado en el barrio costero alicantino del cabo de la Huerta. Está ubicado en el extremo del barrio colindante con el de Playa de San Juan.

## Historia
En el cabo de la Huerta se alzaba una torre vigía levantada en el siglo XVI, en tiempos de los ataques berberiscos.
Dicha torre terminó convertida en un faro para la navegación, inaugurado en 1856. Tenía una luz fija blanca con un alcance de 10 millas. En 1935 se electrifica y pasa a producir destellos repetidos con un alcance de 25 millas. En 1980, se instala un nuevo faro manteniéndose las mismas características.
Los restos de la torre, embebidos en el faro, tienen la consideración de  Bien de Interés Cultural con categoría de  Monumento.
En 2020, la Autoridad Portuaria de Alicante concedió autorización para poner en marcha un restaurante en los edificios anexos al faro.